# بگم‌بگم

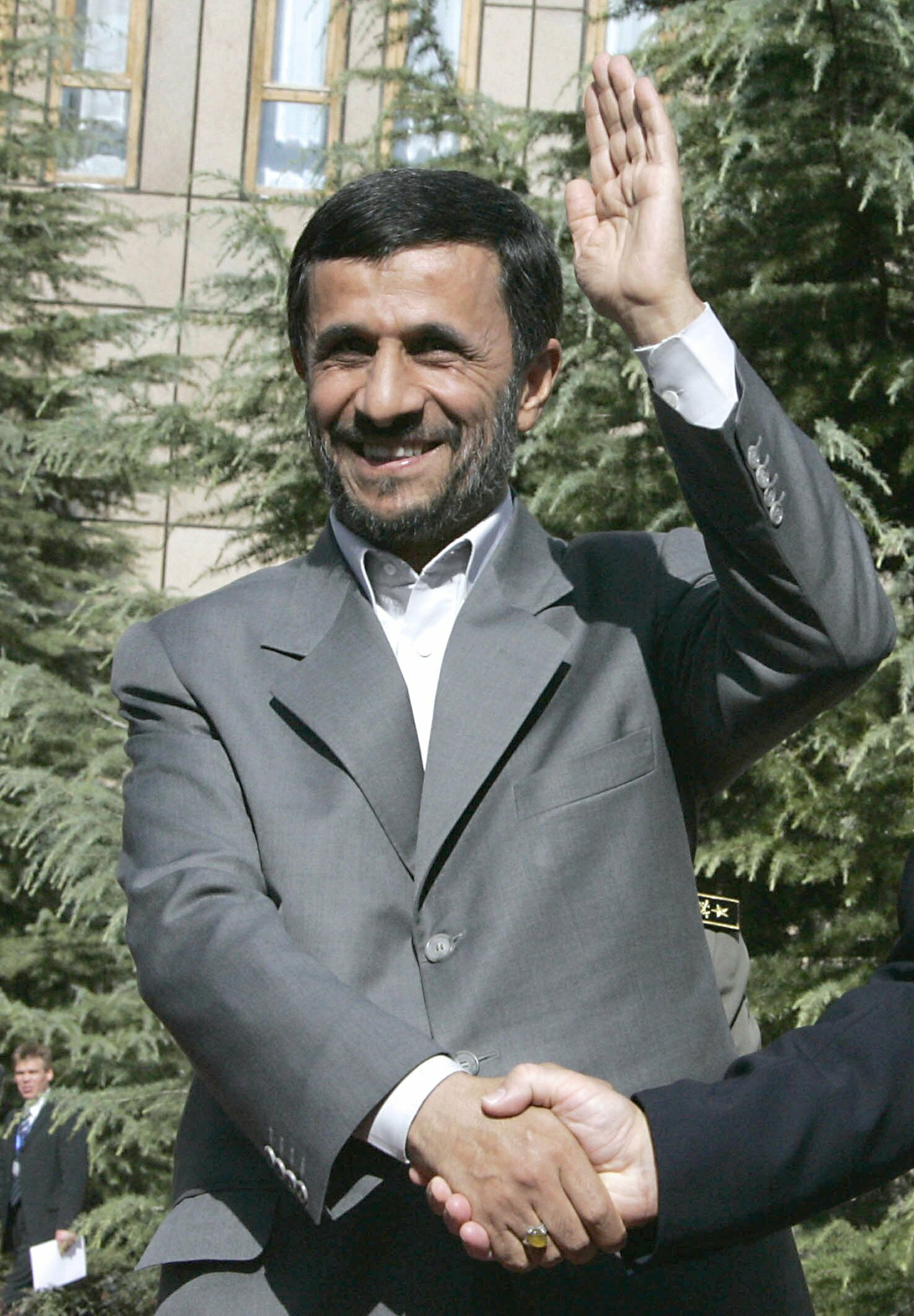
محمود احمدی‌نژاد

بگم بگم عبارتی است که در ادبیات سیاسی ایران جا افتاده و به تهدیدهای محمود احمدی‌نژاد برای افشاگری اشاره می‌کند.

## پیشینه و موارد تکرار
این اصطلاح، از سال ۱۳۸۸ و در مناظره تلویزیونی محمود احمدی‌نژاد و میرحسین موسوی وارد فرهنگ سیاسی ایران شد. در این مناظره احمدی‌نژاد ضمن نمایش دادن پرونده آموزشی زهرا رهنورد به میرحسین موسوی پرسید: «من می‌توانم در مورد پرونده آموزشی یک خانمی با شما صحبت کنم؟ بگم؟ بگم؟»
او بار دیگر در سال ۹۱ به شوخی خطاب به مجری مناظره یاد شده با یادآوری تاکتیک خود گفت: «می‌خواهید الان هم بگویم: «بگم، بگم» ؟»
در اسفندماه ۱۳۹۱ و در جریان استیضاح عبدالرضا شیخ‌الاسلامی در مجلس شورای اسلامی، محمود احمدی‌نژاد حین سخنرانی خود در دفاع از وی گفت: «نمایندگان با من صحبت‌هایی کرده‌اند، نمی‌دانم برخی چیزها را بگم یا نگم؟».
در ادامه احمدی‌نژاد با نشان دادن فیلمی که نشان‌دهندهٔ تلاش برادر علی لاریجانی، فاضل لاریجانی، برای دریافت رشوه در قرارداد سازمان تأمین اجتماعی با بابک زنجانی بود باعث جنجال معروف به یک‌شنبه سیاه مجلس شد. احمدی‌نژاد بعد از پخش فیلم گفت: «دوستان! مسائل ما همین هاست؛ آقای رئیس مجلس گفت پخش کنید، پخش کردیم… بالاخره سند است. ما باید چه کنیم؟ دولت تحت فشار است با همین حرف‌هایی که در نوار است.» در ادامه علی لاریجانی خطاب به احمدی‌نژاد گفت که کارهای فاضل به او (علی) ربطی ندارد و ادامه داد: «اما خوب شد شما که مرتب در جامعه «بگم بگم» راه انداخته‌اید؛ این فیلم را پخش کردید و حرفتان را زدید تا مردم شخصیت شما را بیشتر بشناسند»

## واکنش‌ها
برخی اصولگرایان در اواخر دوره ریاست جمهوری دوم احمدی‌نژاد، آغاز به انتقاد از پدیده «بگم بگم» کردند. غلامعلی حداد عادل در یک جلسه تبلیغاتی در سال ۱۳۹۲ از اینکه «دوران بگم بگم» تمام نشده انتقاد کرد. او سه سال پس از مناظره جنجالی سال ۸۸ گفته بود که «بگم بگم چیز خوبی نبود و خیری از آن ندیدیم». مصطفی پورمحمدی همزمان «بگم بگم» را ماجراجویی و زمینه برای سوءاستفاده دانست. محمدرضا باهنر اذعان کرد که از «بگم بگم» احمدی‌نژاد می‌ترسد. در آغاز سال ۱۳۹۲ محسن غرویان آن را نفاق، تهمت، افترا، ترور شخصیت و حرام دانست. فاطمه رهبر که در سال ۸۸ در واکنش به بگم بگم احمدی‌نژاد در برابر موسوی گفته بود هرکس وارد این عرصه (انتخابات) شود باید بداند خیس هم خواهد شد، چهار سال بعد گفت: «رو کردن ایرادات طرف مقابل تحت عنوان «بگم، بگم» شیوه غیراخلاقی آقای احمدی‌نژاد است و متأسفانه قبلاً هم سابقه داشته است.» همچنین صادق آملی لاریجانی چهارسال پس از مناظره‌های انتخابات ریاست جمهوری در سال ۸۸، از نامزدهای انتخابات ۱۳۹۲ خواست تا از بگم بگم خودداری کنند.
از جمله افراد نزدیک به علی خامنه‌ای، حسن فیروزآبادی چهار سال پس از انتخابات ۱۳۸۸ این حرکت را مصداق جرم «تشویش اذهان عمومی» دانست. نماینده رهبر در فرماندهی نیروهای مسلح گفت: «دولتمردان… به فکر حل مشکلات اقتصادی و نیازهای عمومی مردم باشند.» محمدباقر قالیباف تأکید کرد «فضای بگم بگم قدیمی شده» است.